# Donghak
Donghak (letteralmente "insegnamento orientale") era un movimento intellettuale e filosofico sorto nell'ambito del neoconfucianesimo coreano. Fu fondato da Choe Je-u nel 1860 in risposta agli usi, ai costumi, alle filosofie e alle religioni occidentali (cattolicesimo in primis).  Lo stesso termine Donghak è in contrapposizione a Seohak, usato per indicare le conoscenze giunte dall'Occidente e che stavano progressivamente prendendo piede in Corea, dopo la loro introduzione avvenuta intorno al XVIII secolo.
Nato come movimento di riforma che aspirava a far rivivere in Corea i valori tradizionali e migliorare le condizioni dei ceti meno abbienti, con il suo terzo patriarca si evolse in una religione oggi nota come ceondoismo.

## Storia
La dinastia Joseon aveva fatto del neoconfucianesimo la religione di stato, ma col tempo vide crescere sempre più una contrapposizione, nell'ambito della medesima ideologia, tra intellettuali ortodossi e filosofi progressisti. Questi ultimi ritenevano necessario che il governo attuasse delle riforme che riguardassero profondamente la società del tempo. La sempre più crescente diffusione delle scienze occidentali, complice la sconfitta della Cina nelle guerre dell'oppio, vide crescere il movimento degli studiosi che sostenevano l'urgenza di tali riforme, unitamente ad un sentimento anti-occidentale. In sostanza, la diffusione delle dottrine provenienti dall'Occidente era visto come un attacco agli antichi valori dell'Oriente.
Choe Je-u scrisse un trattato intitolato Dongkyeong Daejon, nel quale per la prima volta usava l'espressione dong-hak per indicare la sua "dottrina orientale" e rigettava il concetto del Dio cristiano, oltre ad altri aspetti della teologia cristiana. Egli si dichiarava allarmato per l'intrusione del cristianesimo, oltre che per l'occupazione anglo-francese di Pechino e sosteneva che al fine di contrastare l'influenza straniera in Corea era necessario instaurare la democrazia, promuovere il rispetto per i diritti umani e fare della Corea un paradiso terrestre alieno dall'ingerenza occidentale.
Però, il Donghak non era una semplice corrente di pensiero nell'ambito del neoconfucianesimo, bensì una dottrina che comprendeva anche elementi dello sciamanesimo coreano e perfino due elementi di derivazione cristiana: uno di questi era il monoteismo, anche se il Donghak propugnava una visione panteistica della divinità; l'altra era l'egualitarismo, che determinò la diffusione della dottrina tra i ceti meno abbienti.
In una società che esaltava le differenze, il Donghak era di per sé una filosofia rivoluzionaria, ma rivoluzionari furono anche i moti di protesta e le iniziative di cui gli aderenti al movimento si resero protagonisti, anche dopo la decapitazione di Choe Je-u, avvenuta il 15 aprile 1864.
| Controllo di autorità | GND (DE) 4349806-1 · NDL (EN, JA) 00575791 |